# 237-es busz (Budapest)
A budapesti 237-es jelzésű autóbusz az óbudai Szentlélek tér HÉV-állomás és a testvérhegyi Jablonka út autóbusz-forduló között közlekedik. A sugaras jellegű alapviszonylatot a Budapesti Közlekedési Zrt. üzemelteti.
A szűk végállomási autóbusz-forduló és a helyenként 9%-os emelkedő miatt 1995-től 2011 októberéig Ikarus 405-ös buszok közlekedtek a vonalon, 2011 októberétől novemberéig az Ikarus 405-ösök egyre nagyobb hiánya miatt ismét Ikarus 260-as típusú járművek közlekedtek. A Jablonka úti végállomáson a szűk hely miatt tolatással kellett fordulnia az Ikarus 260-as típusú járműveknek, melyet két forgalomirányító segített a végállomásnál. A tolatási nehézségek miatt azonban 2011. november 12-től ismét Ikarus 405 midibuszok járnak a vonalon.
A viszonylaton közlekedő járműveket az Ikarus 405-ösök egy telephelyre csoportosítása miatt 2012. november 1-jétől a Kelenföldi autóbuszgarázs állította ki. 2012. május 17-től alacsony padlós Mercedes-Benz Citaro buszok is járnak a vonalon. Jelenleg Mercedes-Benz Citaro és Mercedes-Benz Conecto NG busz közlekedik a vonalon.

## Története
2008. szeptember 6-án a 37-es viszonylatot – az útvonal módosítása nélkül – 237-esre nevezték át (a 37-es villamos viszonylatszámától való eltérés biztosítása érdekében). 2008 szeptembere előtt a járatok napközben 45 percenként, míg délután 20 percenként közlekedtek. A 2008 szeptemberi átszervezést követően ennél sűrűbben, a 137-es buszokkal felváltva, összehangolt menetrend szerint indítottak járatokat, napközben 20 percenként, délután 15 percenként.
2013. május 25-én a vonalon bevezették az első ajtós felszállást.

## Útvonala
| Jablonka út felé |
| Szentlélek tér H vá. – Tavasz utca – Flórián tér – Vörösvári út – Farkastorki út – Jablonka út – Jablonka út vá.                         |
| Szentlélek tér felé |
| Jablonka út vá. – Jablonka út – Farkastorki út – Vörösvári út – Flórián tér – Serfőző utca – Árpád fejedelem útja – Szentlélek tér H vá. |

## Megállóhelyei
| 0  | Szentlélek tér H végállomás             | 9 | 29, 34, 106, 118, 134, 137, 218, 226 1, 1A                                                | Kassák Múzeum, Óbuda-Békásmegyer Önkormányzata, Óbudai Gimnázium, Óbudai Múzeum, Vasarely Múzeum |
| ∫  | Serfőző utca                            | 8 | 29, 34, 106, 137, 218, 226 1, 1A                                                          | Ramada Plaza szálló                                                                              |
| 1  | Flórián tér                             | 7 | 9, 29, 34, 106, 111, 118, 134, 137, 218, 226 800, 815, 820, 821, 830, 832, 840, 848 1, 1A | Flórián üzletközpont                                                                             |
| 3  | Vihar utca (↓) Szőlő utca (↑)           | 6 | 137, 218                                                                                  | Kórház utcai piac                                                                                |
| 4  | Óbudai rendelőintézet                   | 5 | 137, 160, 218, 260 820, 821, 830, 832, 840, 848 1, 1A                                     | I. számú Szakorvosi Rendelő                                                                      |
| 5  | Bécsi út / Vörösvári út                 | 4 | 137, 160, 218, 260 800, 815, 820, 821, 830, 832, 840, 848 1, 1A, 17, 19, 41               | Eurocenter üzletközpont                                                                          |
| 6  | Táborhegyi út                           | 4 | 137                                                                                       |                                                                                                  |
| 7  | Zúzmara utca                            | 3 | 137                                                                                       |                                                                                                  |
| 7  | Királyhelmec utca                       | 3 | 137                                                                                       |                                                                                                  |
| ∫  | Farkastorki út                          | 2 | 137                                                                                       |                                                                                                  |
| 8  | Verhovina utca                          | ∫ |                                                                                           |                                                                                                  |
| 9  | Judit utca                              | 2 |                                                                                           |                                                                                                  |
| 9  | Laborc utca                             | 1 |                                                                                           |                                                                                                  |
| 10 | Jablonka út 53. (↓) Jablonka út 58. (↑) | 1 |                                                                                           |                                                                                                  |
| 10 | Jablonka út 73. (↓) Jablonka út 74. (↑) | 0 |                                                                                           |                                                                                                  |
| 11 | Jablonka út végállomás                  | 0 |                                                                                           |                                                                                                  |